# L'ultimo valzer (programma televisivo)
L’ultimo valzer è stato un programma televisivo italiano di genere varietà, ideato e condotto da Fabio Fazio e Claudio Baglioni e trasmesso su Rai 2, dal 5 novembre al 17 dicembre 1999, per un totale di sei puntate.

## Il programma
Il programma viene considerato come uno spin-off di Anima mia.
Fra gli ospiti susseguitisi nel corso delle puntate Carlos Santana, Tony Curtis, Sting, Art Garfunkel, Ornella Vanoni, Cochi e Renato, Max Pezzali, Loredana Bertè, Pooh, Al Stewart, Enzo Jannacci, Gigi Proietti, Paolo Villaggio, Alex Britti e Samuele Bersani.